# Stöcke IF
Stöcke Idrottsförening är en idrottsförening i Stöcke, Västerbottens län, grundad 1966.
Klubben har och har haft verksamhet i flera sporter som fotboll och ishockey. Dess damlag och herrlag i volleyboll spelar sedan 2020 i division 1. Klubben har även nått framgångar i volleyboll och beachvolley på ungdomsnivå.